# California State Route 78
Pour les articles homonymes, voir Route 78.
La California State Route 78 est une route de l'État de Californie, aux États-Unis. Orientée est-ouest, elle relie Blythe à Oceanside.

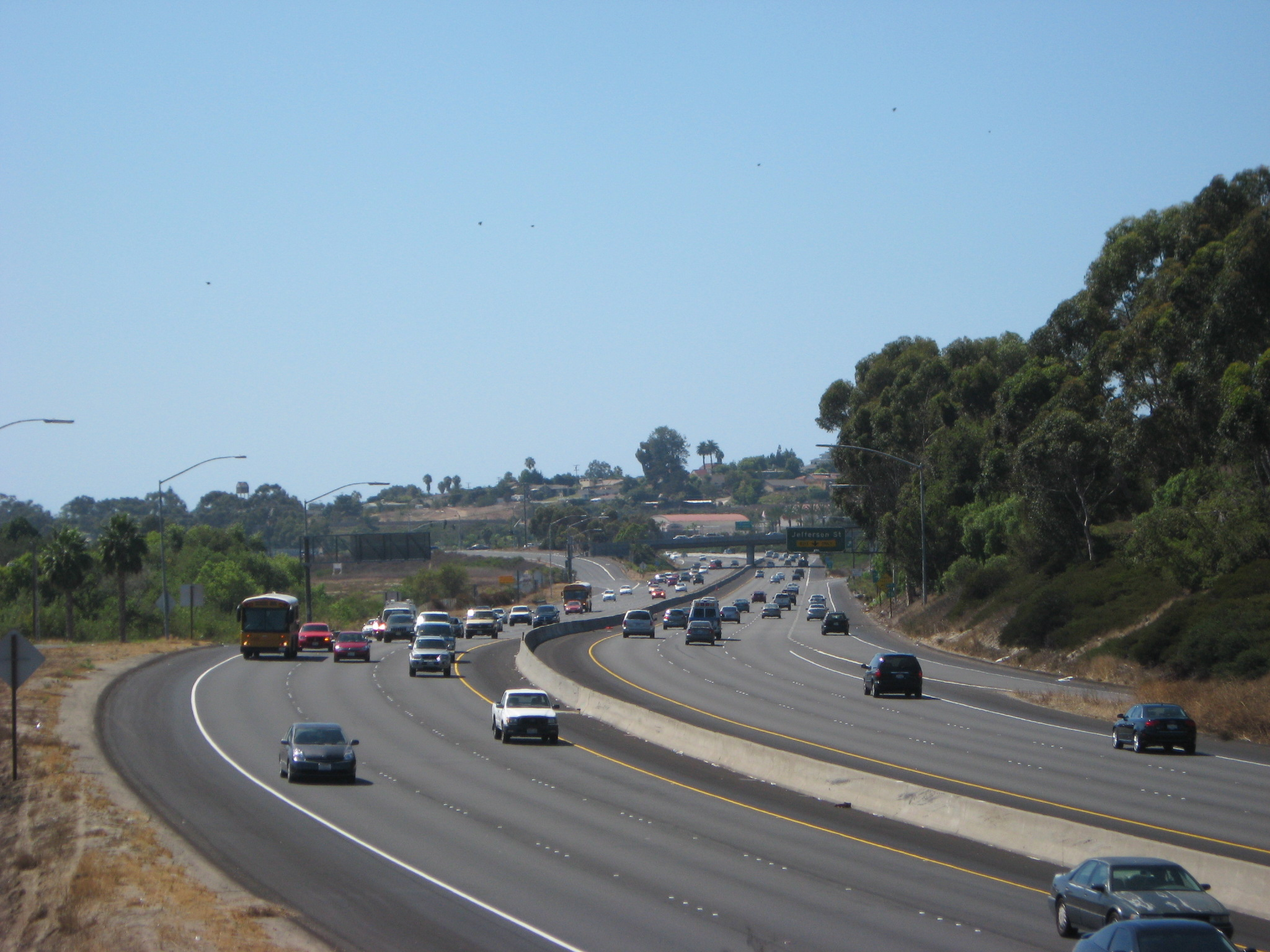
SR 78 et El Camino Real
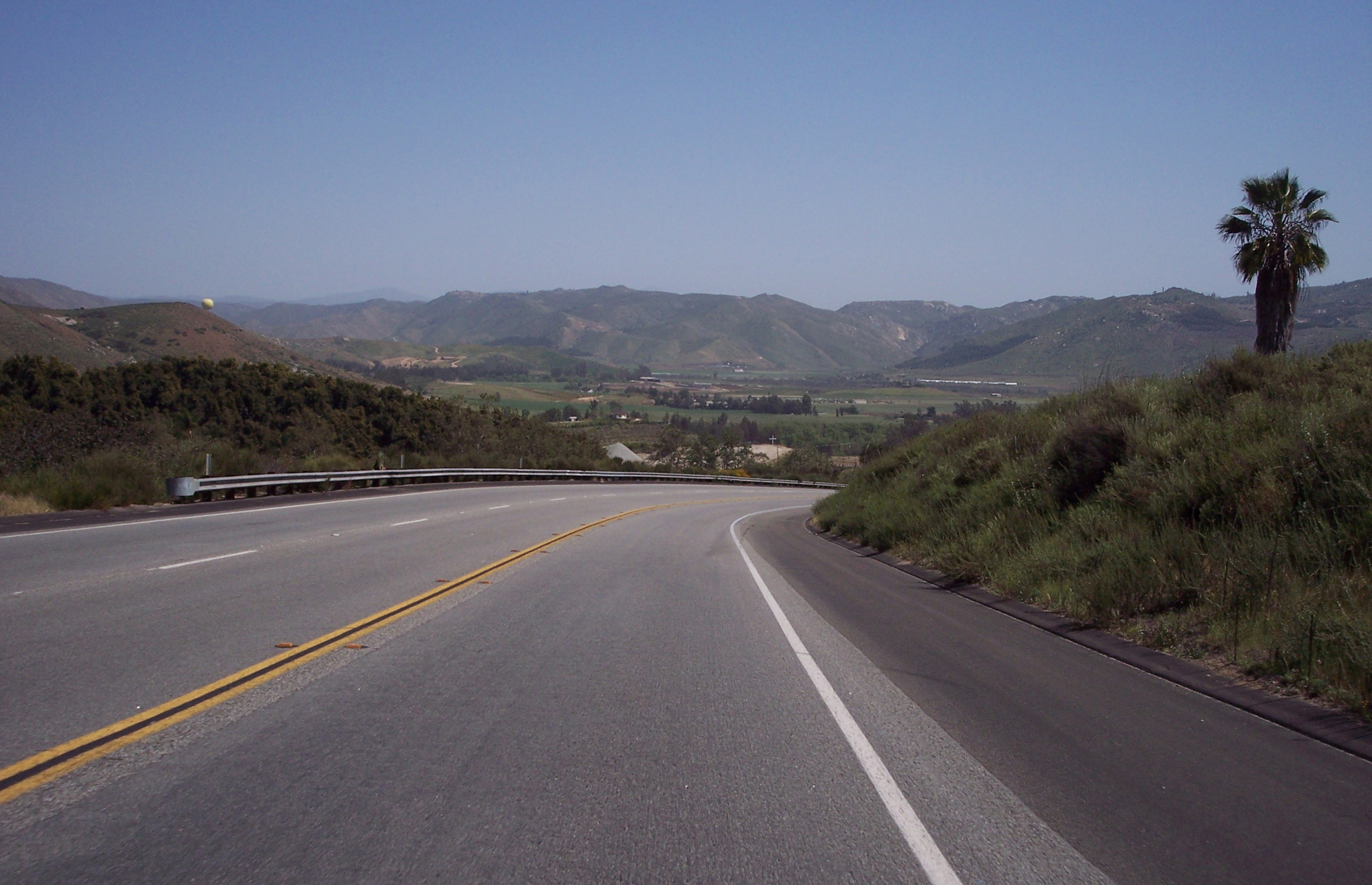
SR 78 à l'est de Escondido
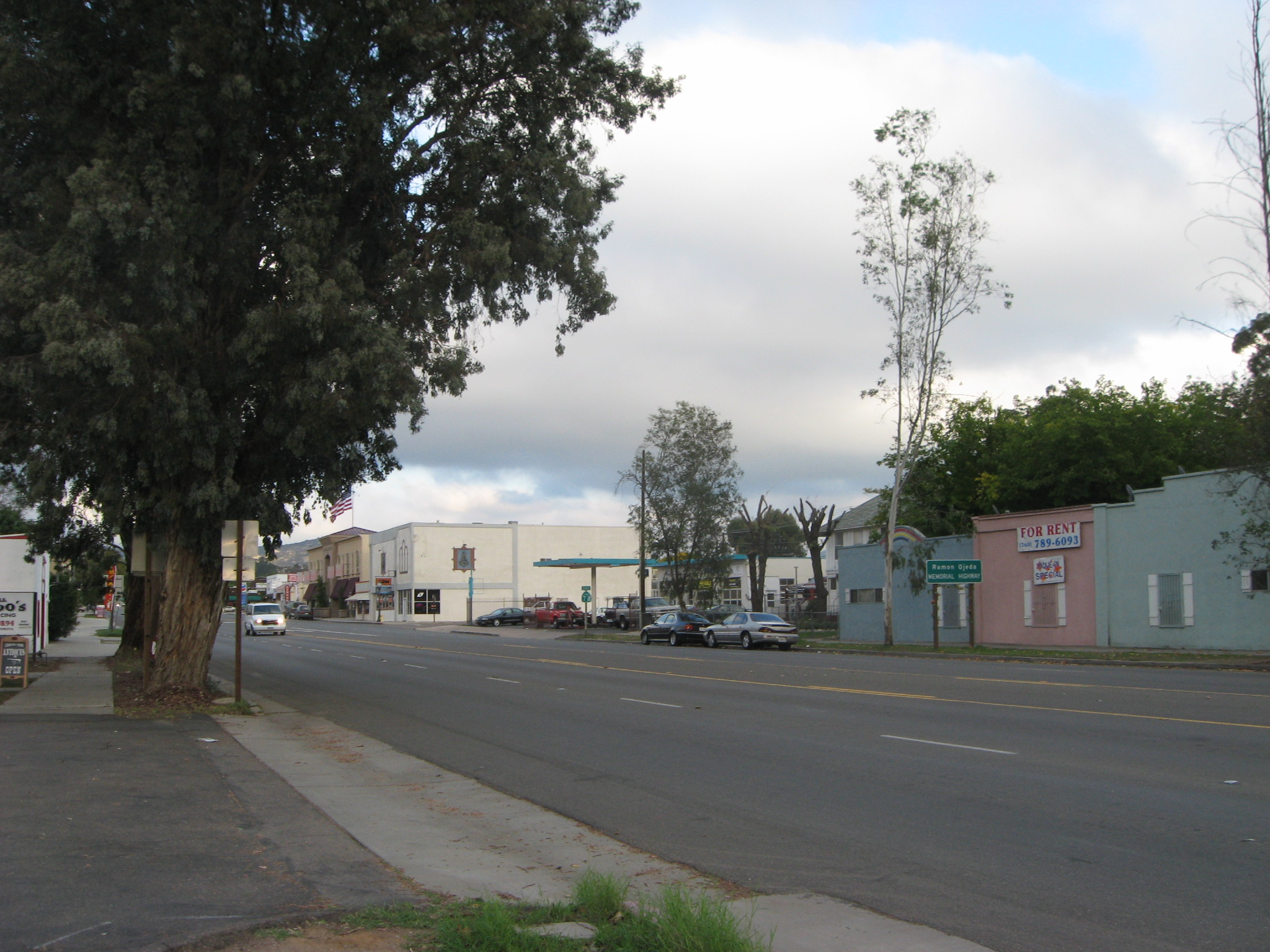
SR 78 à Ramona
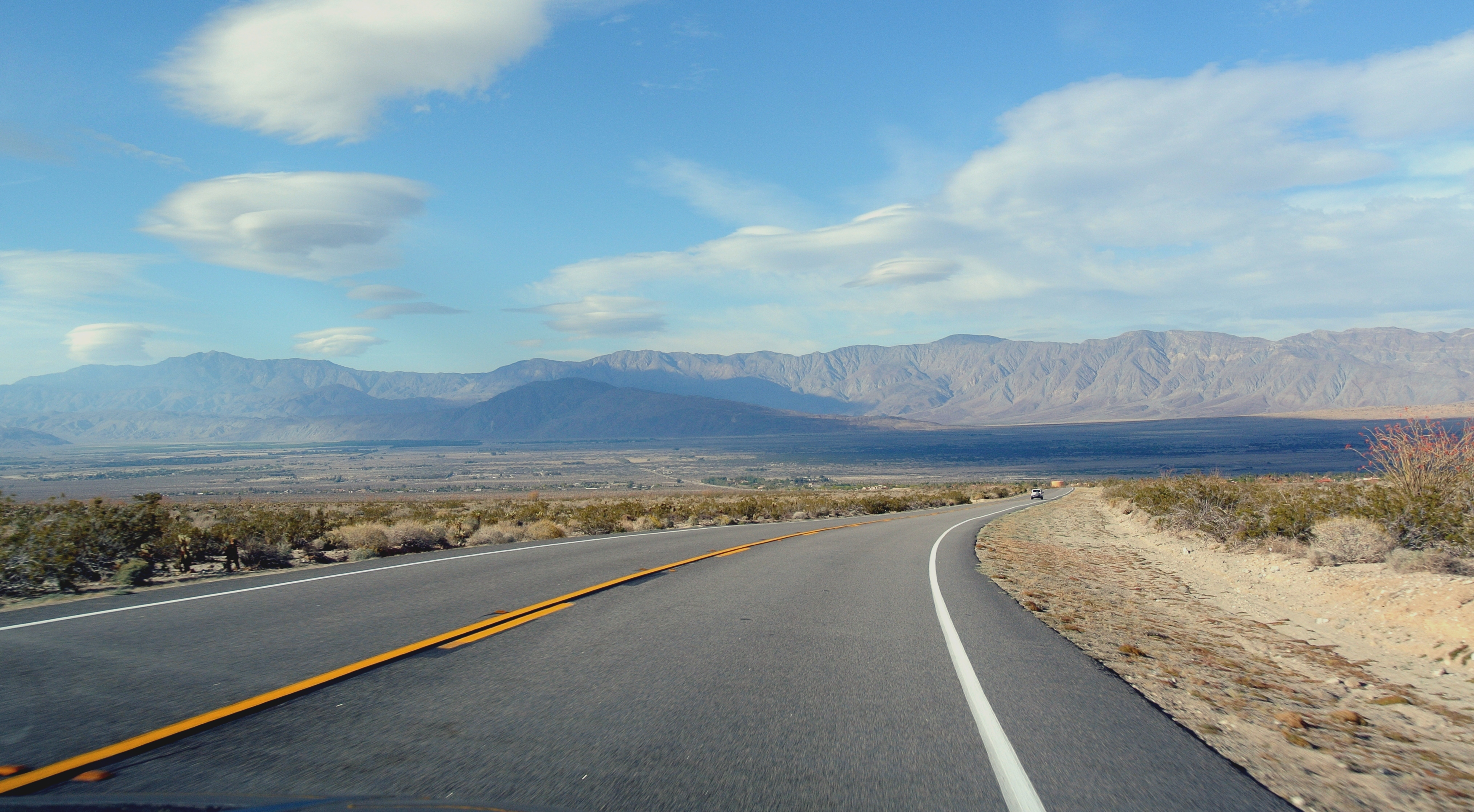
SR 78 dans le parc d'État d'Anza-Borrego Desert
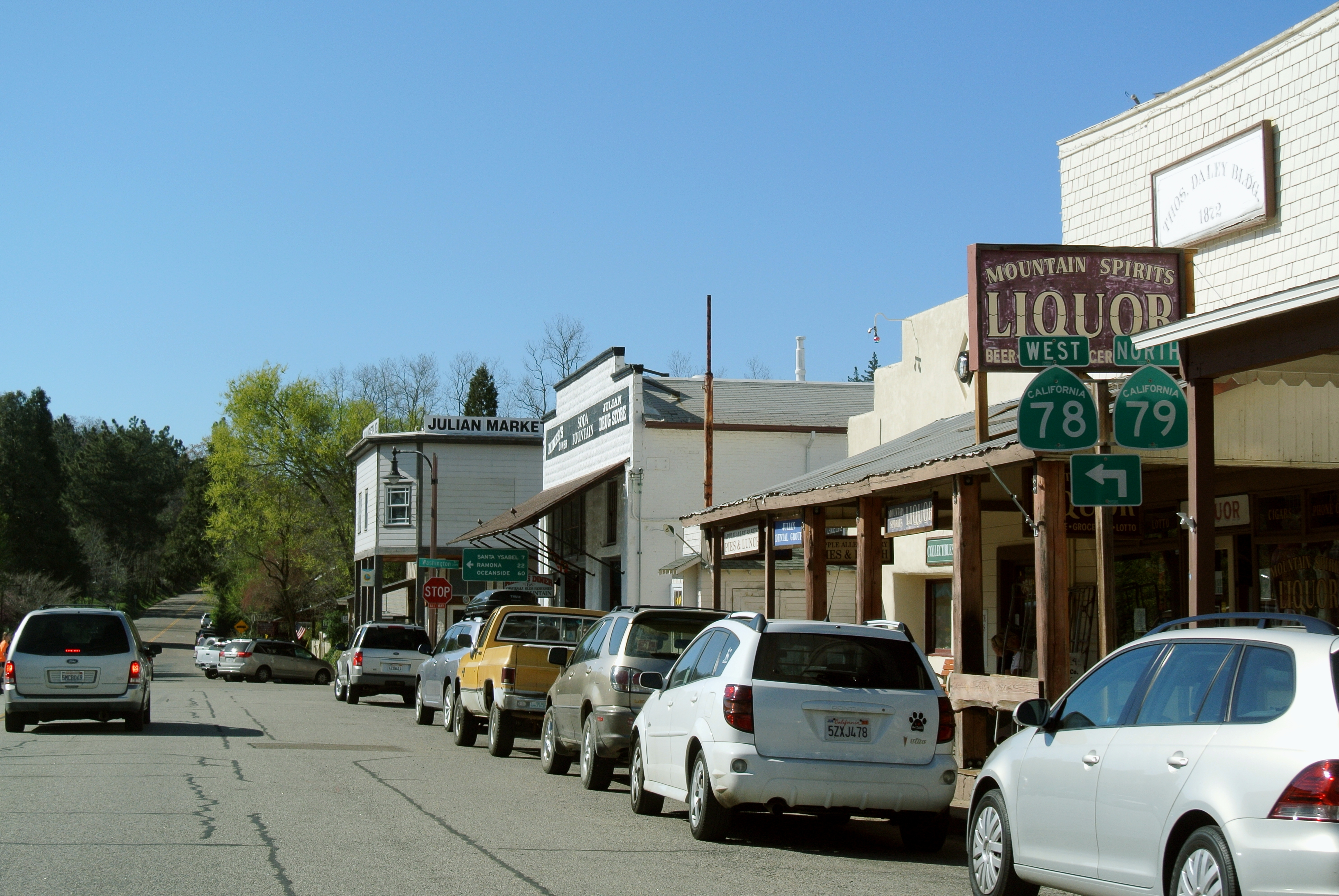
SR 78 et 79 à Julian